# Madhyamaka
A escola Madhyamaka, ou Escola do Caminho do Meio, é uma escola budista Mahayana fundada por Nagarjuna no século II da Era Cristã. Esta filosofia atribui grande importância às escrituras da prajnaparamita, ou as escrituras do aperfeiçoamento do conhecimento. Por vezes chama-se aos ensinamentos desta escola "O Segundo Movimento da Roda do Ensinamento".
A sua filosofia defende que não se pode afirmar nada definitivamente sobre a realidade última do mundo.

## Realidade última e realidade convencional
Esta doutrina considera que podem ser definidos dois níveis de percepção da realidade: uma verdade convencional e relativa (samvritisatya) e simultâneamente uma verdade absoluta e objectiva (paramārthasatya). Shantideva dá uma boa definição das duas verdades no seu livro Bodhicaryavatara, IX:2 : “É aceite que há estas duas verdades: a convencional e a absoluta. A realidade está para além do alcance do intelecto. À verdade produzida pelo intelecto dá-se o nome de convencional.”

## Vacuidade da duas realidades
Nagarjuna afirma no livro Mulamadhyamakakarika que as duas realidades são vazias (sunyata), o que significa que os fenómenos são causadas por condições prévias e que estes não têm essência íntrinseca. Nagarjuna afirma também que entrar na verdade última é simplesmente perceber a realidade como meramente convencional, dependente das palavras, produzida por condições e sem essência.